# Koloratura

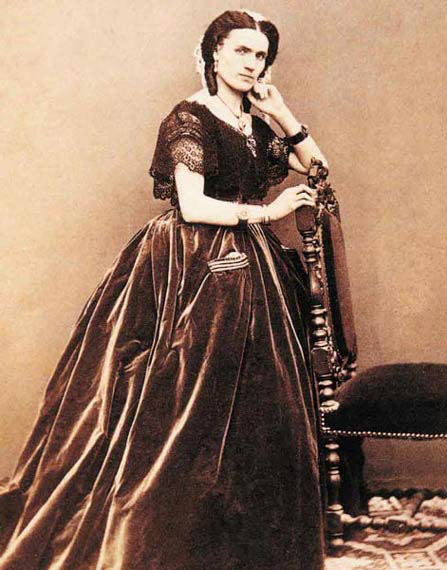
Hvězdná koloraturní sopranistka českého původu Tereza Stolzová

Koloratura (z německého Koloratur, resp. italského coloratura, to z latinského color, barva, barvit, zdobit) je melodická výzdoba především zpěvního hlasu. Je charakteristická rychlými běhy, skoky, trylky či sekvencemi. Nejčastěji se objevuje v áriích. Často je chápána jako projev manýrismu a samoúčelnosti, v dílech mistrů je s účinkem používána jako prostředek ke zvýraznění vypjatých míst či charakteru postav. Označení se používá také pro zvláštní pěveckou techniku určenou k interpretaci takových árií.

## Dějiny
Koloratura vznikla z jubilací, zdobení slabiky Aleluja v gregoriánském chorálu. Dříve se pro ni používal název canto figurato, termín koloratura se objevuje v teoretických či slovníkových pojednáních o hudbě už v 17. a raném 18. století, ale nikoli v nejvýznamnějších tehdejších pracích o operním zpěvu.
Prosadila se v barokní hudbě, v nově vzniklé opeře i v oratoriích a jiných hudebních typech. V té době ne vždy v rychlém tempu (např. u J. S. Bacha či Händela), jak bylo obvyklé v později. Byla nejčastěji improvizována, virtuózní koloratury byly doménou kastrátů. 
Koloraturu podrobil kritice už Christoph Willibald Gluck, přesto ji používal ve svých operách i jeho velký obdivovatel Wolfgang Amadeus Mozart (známá je např. árie Královny noci v Kouzelné flétně). Nejčastěji byla ale využívána v italské opeře. V 19. století ji odmítal Richard Wagner a také Bedřich Smetana (přitom ale tzv. Skřivánčí árie Barčete v Hubičce je koloraturní árií), v italské opeře ale zůstává oblíbeným prostředkem ke zvýraznění vypjatých míst, Giuseppe Verdi ji používá i k psychologické charakteristice postav. U horších autorů se ale objevuje často jen schematicky u typických sopránových či komických basových rolí.
Koloratura se notuje až od začátku 19. století. Příkladem je koloraturní role Rosiny v Lazebníku sevillském Gioacchina Rossiniho. Ve 20. století přežívá spíše výjimečně, mj. u Richarda Strausse (árie Zerlinetty v Ariadně na Naxu), u novoklasiků (Igor Stravinskij, Martinů) či expresionistů (Berg).

## Nácvik
Neustávající obliba italského operního repertoáru i menší, ale významné místo, které mají koloratury v jiných dílech, vyžaduje dodnes speciální přípravu operních pěvců.
| „                          | Otcem koloratury je rytmus a matkou přesnost | “ |
| — Franziska Martienssenová |                                              |   |

Nácvik probíhá nejčastěji nejprve spojováním dvou not na jednu slabiku (doporučuje to již Johann Friedrich Agricola ve svém překladu Opinioni Piera Francesca Tosiho z roku 1723). Obvykle požadované rychlé tempo koloratur se nejčastěji nacvičuje postupným zrychlováním, ale jinou metodou je náhlé střídání temp - pomalého a velmi rychlého s přehlížením chyb v intonaci), doporučován je nácvik s metronomem.
Pro soprán, který vyniká lehkostí, hbitostí a velkým rozsahem (zvláště do výšek) se často používá termín koloraturní soprán. Pěvkyně s touto schopností se stávají často specialistkami na příslušné role (např. Giuditta Pasta, Adelina Pattiová, Tereza Stolzová, Lily Pons, Amelita Galli-Curci, Edita Gruberová, v současnosti Cecilia Bartoliová, či Julia Ležněvová). Větší akcent na průraznost hlasu a při přiměřeném zachování lehkosti je typický pro dramatický koloraturní soprán (Maria Callasová, Joan Sutherlandová a další). 
Termín koloraturní soprán není užíván obecně, někteří autoři upřednostňují např. italské označení soprano leggero, tj. lehký soprán.